# بورتبلو رود

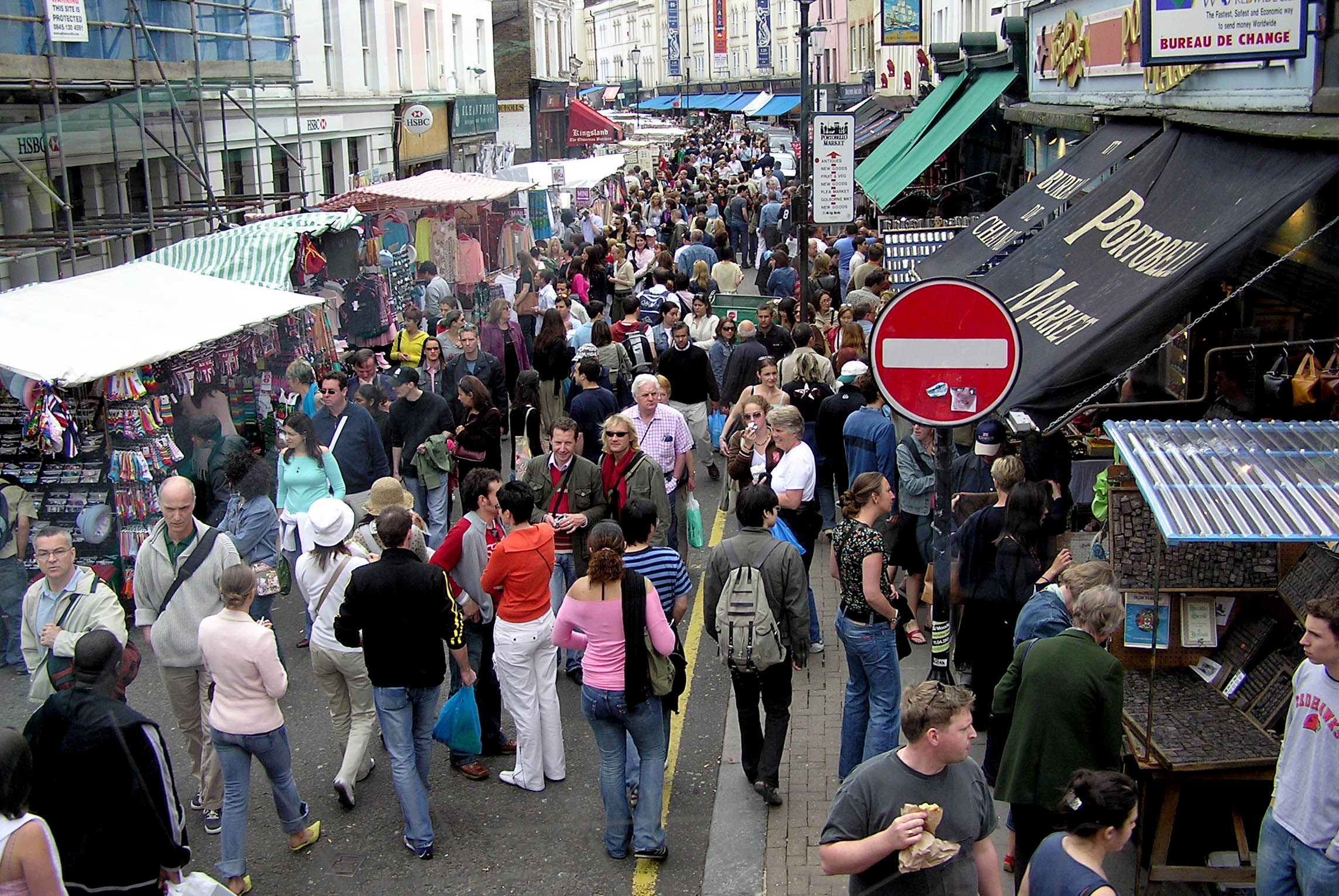
«بورتبلو رود ماركت» - 2005 م.

بورتبلو رود هو شارع يقع في حي «نوتنغ هيل»، في غرب العاصمة البريطانية لندن.
يشتهر الشارع بسوقه المسمى «بورتبلو رود ماركت»، الذي يعود تاريخه إلى عام 1870 م وهو خليط من الأكشاك والمقاهي والمطاعم واستوديوهات الفنانين.
ينقسم السوق إلى ثلاث اقسام رئيسية: قسم يعني بالتحف، وقسم للطعام والقسم الثالث للملابس والاكسسورات. والسوق مفتوح طوال أيام الاسبوع، مع انتعاش واضح في يوم السبت.